# Tsutomu Yamaguchi
Tsutomu Yamaguchi (Japans: 山口 彊, Yamaguchi Tsutomu) (Nagasaki, 16 maart 1916 - Nagasaki, 4 januari 2010) was een Japanner die als een van weinigen de beide Amerikaanse atoombomaanvallen op Japan tijdens de Tweede Wereldoorlog heeft meegemaakt en overleefd. Yamaguchi werd in 1957 erkend als hibakusha ("slachtoffers van een explosie") van de atoombom die op 9 augustus 1945 boven Nagasaki werd afgeworpen, maar in 2009 werd door de Japanse regering officieel vastgesteld, dat hij drie dagen voor de aanval op Nagasaki in Hiroshima aanwezig was toen ook die stad door een atoombomaanval werd getroffen. Yamaguchi was daarmee de enige die officieel is erkend als slachtoffer van beide atoombomexplosies.

## Augustus 1945
Yamaguchi, die ingenieur was bij het conglomeraat Mitsubishi Heavy Industries, verbleef in de zomer van 1945 gedurende drie maanden voor zijn werk in Hiroshima, waar hij olietankers ontwierp. Op 6 augustus 1945, de dag voordat hij zijn werkzaamheden in Hiroshima zou beëindigen, stapte hij uit een tram op het moment dat drie kilometer verderop de atoombom Little Boy tot ontploffing werd gebracht. De explosie verwoestte zijn trommelvliezen, maakte hem tijdelijk blind en bezorgde hem ernstige brandwonden aan zijn bovenlichaam. Hij werd verbonden en bracht een moeizame nacht door in een schuilkelder, waarna hij besloot per trein terug naar zijn woonplaats Nagasaki te reizen, bijna 300 km ten westen van Hiroshima. Op weg naar het station passeerde hij een gebied op twee kilometer van de locatie waar de atoombom was ontploft, waarbij hij weer aan ioniserende straling werd blootgesteld. Yamaguchi kwam op 8 augustus in Nagasaki aan.
De volgende dag werd boven Nagasaki de atoombom Fat Man afgeworpen, opnieuw ongeveer drie kilometer vanaf de plek waar Yamaguchi zich op dat moment bevond. Dit gebeurde juist terwijl hij aan zijn chef - die niet wilde geloven dat één enkele bom zoveel verwoesting kon aanrichten - uitlegde hoe hij in Hiroshima aan de dood was ontsnapt. Yamaguchi ging in het directe explosiegebied op zoek naar familie, waarbij hij wederom een dosis ioniserende straling opliep. Met zijn vrouw en hun toen één jaar oude zoon verbleef hij een week in een schuilkelder in de buurt van waar voor de explosie hun woning had gestaan.

## Na de oorlog
Zoals veel van de ongeveer 260.000 overlevenden van de atoombomaanvallen leed Yamaguchi een leven vol pijn. Tot eind jaren vijftig had hij wonden die verzorgd dienden te worden. Yamaguchi was lange tijd geheel kaal. Zijn vrouw, die in Nagasaki door fall-out was vergiftigd, zou in 2008 na een leven vol ziekte aan kanker overlijden, net als in 2005 hun zoon. Ook zijn twee dochters kregen voortdurend met ziekte te maken. Ondanks alles poogde Yamaguchi een zo normaal mogelijk leven te leiden. Nadat zijn brandwonden waren geheeld en hij was hersteld van de stralingsziekte, ging hij weer werken als scheepsingenieur. Yamaguchi sprak zelden over wat hem was overkomen en weigerde - in tegenstelling tot sommige andere slachtoffers - deel te nemen aan protestacties tegen atoomwapens, omdat hij, aldus een van zijn dochters, van mening was dat hij "zo gezond was dat hij vond dat het oneerlijk zou zijn tegenover mensen die écht ziek waren".
Nadat in Japan een wet was aangenomen die financiële en medische hulp aan overlevenden van de atoombomaanvallen mogelijk maakte, vroeg Yamaguchi in augustus 1957 bij de gemeente Nagasaki een daartoe speciaal bedoeld identiteitsbewijs aan. Dat werd hem verstrekt, waarbij op het document aanvankelijk werd vermeld dat hij zowel de atoombom op Hiroshima als die op Nagasaki had overleefd. In 1960 liet hij dit bewijs verlengen, maar op de nieuwe versie werd nu alleen zijn blootstelling aan de aanval op Nagasaki genoemd. Yamaguchi zag echter geen reden om hier aandacht aan te besteden.
Naarmate Yamaguchi ouder werd, veranderde zijn afzijdige houding. Toen hij in de tachtig was, schreef hij een boek over zijn ervaringen. Ook nam hij een uitnodiging aan om mee te doen aan de documentaire Nijuuhibaku ("Tweemaal gebombardeerd, tweemaal overleefd"), die handelt over de weinigen die beide atoombomaanvallen doorstonden. In deze film beschrijft Yamaguchi huilend hoe hij opgezwollen lijken in de rivieren van Hiroshima zag drijven en hoe hij in de stad 'wandelende doden' tegenkwam, waarvan het gesmolten vlees als "grote handschoenen" van het lichaam hing. Nijuuhibaku werd in 2006 vertoond bij de Verenigde Naties in New York. Yamaguchi was daarbij zelf aanwezig en riep het publiek op te strijden voor de afschaffing van atoomwapens.
In 2008 werden de criteria voor erkenning als atoombomslachtoffer versoepeld, onder invloed van kritiek dat deze niet ruim genoeg waren en geen rekening hielden met ziekten die door medici in verband worden gebracht met blootstelling aan ioniserende straling. Op 19 januari 2009 vroeg Yamaguchi opnieuw een erkenning als tweevoudig slachtoffer aan, deze keer met succes: op 23 maart werd officieel vastgesteld dat hij ook slachtoffer van de atoombom op Hiroshima was. Voor zijn uitkering als slachtoffer had dit echter geen gevolgen.
In reactie op deze erkenning verklaarde Yamaguchi tegen de Japanse krant Mainichi Shimbun: "Mijn tweevoudige blootstelling aan straling maakt nu deel uit van een officieel regeringsdocument. Dat kan de jongere generaties zelfs na mijn dood vertellen over de huiveringwekkende geschiedenis van de atoombomaanvallen." Ook zei hij: "Het was mijn lot dat ik dit tweemaal meemaakte en ik leef nog altijd om te vertellen wat er is gebeurd." Bij monde van een van zijn dochters verklaarde hij: "Ik kan er niet bij dat de wereld de verschrikkingen van de atoombommen niet begrijpt. Hoe kunnen ze doorgaan met het ontwikkelen van deze wapens?"
Yamaguchi overleed op 4 januari 2010 in Nagasaki op 93-jarige leeftijd aan de gevolgen van maagkanker.